# Abarema asplenifolia
Espèce
Abarema asplenifolia est une espèce de plantes à fleurs de la famille des Fabaceae. C'est un arbre trouvé à Cuba.

## Description
C'est un arbre.

## Répartition
Il est trouvé à Cuba.